# Dalal Achcar
Dalal Achcar é uma mestre de balé, coreógrafa e diretora artística brasileira. Nascida no Rio de Janeiro, aprimorou seus conhecimentos em Paris, Nova Iorque e Londres. Um dos maiores nomes do balé nacional, Achcar revolucionou a história da dança no Brasil.
No filme Ainda Estou Aqui, de 2024, foi interpretada pela atriz Camila Márdila.